# 特謝內茨
49°47′13″N 23°4′48″E / 49.78694°N 23.08000°E
特謝內茨（羅馬化：Tshchenets）是烏克蘭西部的村莊，隸屬利維夫州的亞沃里夫區。該村始建於1418年，面積1.34平方公里，海拔高度214米，2015年人口519。